# بورن تو فايت
بورن تو فايت (بالإنجليزية: Born to Fight)‏ (بالإيطالية: Nato per combattere)‏، هي فيلم سينمائي إيطالي الناطقة باللغة الإنجليزية، وهي من نوع أكشن، من بطولة الممثل الأمريكي برنت هوف، ويدور القصة حول ذهابه إلى فيتنام لإنقاذ رفاقه من القوات الفيتنامية.